# Доббс, Генри
Сэр Генри Роберт Конвей Доббс (англ. Henry Robert Conway Dobbs, 26 августа 1871 — 30 мая 1934) — британский колониальный администратор и дипломат.

## Биография
Генри Доббс родился в 1871 году. Он закончил Уинчестерский колледж в Уинчестере и Оксфордский университет (Brasenose College). С 1892 года стал работать в Индийской гражданской службе.
В 1917—1919 году Генри Доббс занимал пост Главного комиссара в Белуджистане. В январе 1921 года Генри Доббс возглавил британскую миссию в Кабул, где в результате многомесячных переговоров с Махмудом Тарзи в ноябре был подписан англо-афганский договор о границе и дипломатических отношениях.
С 1923 г. по 1928 год Генри Доббс занимал пост британского верховного комиссара в Месопотамии.